# Utricularia campbelliana
Utricularia campbelliana är en tätörtsväxtart som beskrevs av Oliver. Utricularia campbelliana ingår i släktet bläddror, och familjen tätörtsväxter. Inga underarter finns listade i Catalogue of Life.